# چنارجیک
چنارجیک (به ترکی استانبولی: Çınarcık) شهری است در کشور ترکیه که در استان یالوا واقع شده‌است. جمعیت این شهر بر اساس سرشماری سال ۲۰۰۸ میلادی ۱۰٬۸۱۶ نفر و بر اساس برآوردهای سال ۲۰۰۹ میلادی ۱۲٬۴۶۲ نفر می‌باشد.